# Yū Kobayashi (calciatore)
Yū Kobayashi (小林 悠?, Kobayashi Yū; Aomori, 23 settembre 1987) è un calciatore giapponese, attaccante del Kawasaki Frontale.

## Biografia
Nato nella città di Aomori, Kobayashi finite le superiori si è iscritto alla Takushoku University, già in quel periodo ambisce a diventare un calciatore professionista, all'università conosce tramite amicizie comuni Naoko, i due si sposeranno nel 2011 e dal loro matrimonio nasceranno tre figli.

## Caratteristiche tecniche
Può essere impiegato come punta centrale o ala destra, pur essendo di piede destro è in grado di fare gol calciando pure con sinistro, oltre ad andare a rete tirando anche di testa. Kobayashi può segnare calciando sotto porta, o dalla media distanza, altre volte anche da fuori area, oltre a essere anche un bravo assist-man. Ha una notevole percentuale di successo sul penalty.

## Carriera

### Club
La sua carriera nel professionismo inizia nella stagione 2008 al Mito HollyHock, militante nella cedetteria nipponica, giocando solo cinque partite, la prima il 20 luglio perdendo per 2-0 contro il Ventforet Kofu. Con il club del Mito ottenne l'undicesimo posto finale. Ritornato ancora un anno alla Takushoku University, nella stagione 2010 passa al Kawasaki Frontale, società militante in massima serie. Nella prima annata con il club di Kawasaki ottiene il quinto posto finale, segnerà per la prima volta nella Coppa dell'Imperatore il 5 settembre con una doppietta nella vittoria per 4-0 contro il NIFS Kanoya. a cui segue l'undicesimo nella stagione seguente, dove segnerà il suo primo gol nel campionato giapponese con la rete del 1-0 battendo il Júbilo Iwata, e per il medesimo risultato vinceranno anche contro il Montedio Yamagata e il Ventforet Kofu sempre per merito delle reti di Kobayashi, il quale segnerà dei gol pure contro il Kashima Antlers, il Sanfrecce Hiroshima, il Shimizu S-Pulse e Kashiwa Reysol, vincendo tutte le partite con il risultato di 3-2. Nell'edizione J. League Division 1 2012 Kobayashi con il Frontale giunse ottavo, piazzamento migliorato la stagione seguente con il terzo posto finale, che diede al club l'accesso alla AFC Champions League 2014.
Nell'AFC Champions League 2014 Kobayashi con il suo club giunse agli ottavi di finale, Kobayashi ha segno in tutto tre reti, la prima battendo per 3-1 l'Ulsan Hyundai, segnerà le altre due reti agli ottavi di finale contro il FC Seoul prima perdendo per 3-2 la partita d'andata e poi vincendo quella di ritorno per 2-1. Nell'edizione 2014 del campionato segnerà una doppietta in ben tre occasioni, battendo per 4-0 il FC Tokyo, sconfiggendo per 4-1 il Kashima Antlers e prevalendo in una partita molto combattuta per 5-4 il Cerezo Osaka, ottenne il sesto posto finale. Kobayashi trascinerà la squadra alla sua prima vittoria della J1 League, nell'edizione 2017 con un record personale di 23 reti in campionato, Kobayashi è stato infatti il miglior marcatore del torneo, segnando una doppietta battendo per 3-2 il Vegalta Sendai, per 4-1 l'Urawa Red Diamonds e per 5-0 il Vissel Kobe, oltre a mettere a segno una tripletta vincendo per 5-0 contro l'Omiya Ardija.
Come miglior marcatore del Kawasaki Frontale, con 13 reti, contribuirà alla vittoria dell'edizione 2019 del campionato, segnando una rete battendo per 2-1 sia il Vissel Kobe che il Consadole Sapporo, farà un gol pure contro il Júbilo Iwata e l'Oita Trinita vincendo entrambe le partite per 3-1, col medesimo risultato si concluderà anche il match contro il Vegalta Sendai dove segnerà una doppietta, e farà il gol del 2-0 battendo l'Urawa Red Diamonds. Sempre nello stesso anno aiuterà la squadra a vincere la sua prima Coppa del Giappone, nella finale contro il Consadole Sapporo segnerà una doppitta e la partita finirà per 3-3 e ai rigori Kobayashi segnerà dal dischetto e la squadra vincerà per 5-4. Ancora una volta, come miglior marcatore della sua squadra, con 14 gol, otterrà la vittoria dell'edizione 2020 del campionato nipponico, segnando una doppietta battendo per 6-1 il Consadole Sapporo, per 3-2 il Vegalta Sendai e per 5-1 lo Yokohama FC, con il suo gol la squadra vincerà per 1-0 ai danni dello Shonan Bellmare, e nella partita contro lo Yokohama F·Marinos calcerà un rigore che verrà parato dal portiere Powell Obinna Obi, sebbene pochi minuti dopo Kobayashi grazie a un passaggio di Kaoru Mitoma segnerà il gol del 3-1 suggellando la vittoria. Segnerà la rete del 3-2 nei minuti di recupero del secondo tempo supplementare battendo il Gamba Osaka vincendo la Supercoppa del Giappone.
Conquista anche l'edizione 2021 del campionato nipponico, dove segna una doppietta in varie vittorie battendo per 2-0 lo Yokohama FC, per 5-1 il Vegalta Sendai per 5-0 l'Urawa Red, inoltre segnerà il gol de 2-0 battendo il Consadole Sapporo, e farà la rete del 2-1 vincendo ai danni del Kashima Antlers.

### Nazionale
Nel 2014, il 10 ottobre, ottiene la sua prima convocazione nella nazionale di calcio del Giappone,  nella vittoria in amichevole contro la Giamaica vincendo per 1-0. mentre l'anno seguente viene selezionato per fare parte della spedizione nipponica alla Coppa d'Asia 2015 anche se non giocherà nemmeno una partita. Il 12 dicembre 2017 segnerà il suo primo gol con la nazionale nella vittoria per 2-1 contro la Cina, e segnerà una rete pure nella partita successiva, persa per 4-1 contro la Corea del Sud.

## Statistiche

### Presenze e reti nei club
Statistiche aggiornate al 9 dicembre 2023.
| Stagione                 | Club                     | Campionato               | Campionato | Campionato | Coppe nazionali | Coppe nazionali | Coppe nazionali | Coppe continentali | Coppe continentali | Coppe continentali | Altre coppe | Altre coppe | Altre coppe | Totale | Totale |
| Stagione                 | Club                     | Comp                     | Pres       | Reti       | Comp            | Pres            | Reti            | Comp               | Pres               | Reti               | Comp        | Pres        | Reti        | Pres   | Reti   |
| ------------------------ | ------------------------ | ------------------------ | ---------- | ---------- | --------------- | --------------- | --------------- | ------------------ | ------------------ | ------------------ | ----------- | ----------- | ----------- | ------ | ------ |
| 2008                     | Mito HollyHock           | J2                       | 5          | 0          | CG              | 0               | 0               | -                  | -                  | -                  | -           | -           | -           | 5      | 0      |
| 2010                     | Kawasaki Frontale        | J1                       | 6          | 0          | CG+CdL          | 2+0             | 2+0             | ACL                | 0                  | 0                  | -           | -           | -           | 8      | 2      |
| 2011                     | Kawasaki Frontale        | J1                       | 32         | 12         | CG+CdL          | 3+4             | 2+2             | -                  | -                  | -                  | -           | -           | -           | 39     | 16     |
| 2012                     | Kawasaki Frontale        | J1                       | 26         | 6          | CG+CdL          | 3+6             | 2+2             | -                  | -                  | -                  | -           | -           | -           | 35     | 10     |
| 2013                     | Kawasaki Frontale        | J1                       | 23         | 5          | CG+CdL          | 2+8             | 0+2             | -                  | -                  | -                  | -           | -           | -           | 33     | 7      |
| 2014                     | Kawasaki Frontale        | J1                       | 30         | 12         | CG+CdL          | 1+2             | 0               | ACL                | 6                  | 3                  | -           | -           | -           | 39     | 15     |
| 2015                     | Kawasaki Frontale        | J1                       | 18         | 5          | CG+CdL          | 2+1             | 0               | -                  | -                  | -                  | -           | -           | -           | 21     | 5      |
| 2016                     | Kawasaki Frontale        | J1                       | 32         | 15         | CG+CdL          | 3+2             | 1+0             | -                  | -                  | -                  | -           | -           | -           | 37     | 16     |
| 2017                     | Kawasaki Frontale        | J1                       | 34         | 23         | CG+CdL          | 2+5             | 0               | ACL                | 10                 | 6                  | -           | -           | -           | 51     | 29     |
| 2018                     | Kawasaki Frontale        | J1                       | 27         | 15         | CG+CdL          | 2+0             | 0               | ACL                | 4                  | 0                  | SG          | 1           | 1           | 34     | 16     |
| 2019                     | Kawasaki Frontale        | J1                       | 31         | 13         | CG+CdL          | 1+4             | 1+2             | ACL                | 5                  | 1                  | SG          | 1           | 0           | 42     | 17     |
| 2020                     | Kawasaki Frontale        | J1                       | 27         | 14         | CG+CdL          | 2+5             | 0+4             | -                  | -                  | -                  | -           | -           | -           | 34     | 18     |
| 2021                     | Kawasaki Frontale        | J1                       | 33         | 10         | CG+CdL          | 4+2             | 2+0             | ACL                | 2                  | 0                  | SG          | 1           | 1           | 42     | 13     |
| 2022                     | Kawasaki Frontale        | J1                       | 30         | 5          | CG+CdL          | 1+1             | 0               | ACL                | 6                  | 4                  | SG          | 1           | 0           | 39     | 9      |
| 2023                     | Kawasaki Frontale        | J1                       | 16         | 4          | CG+CdL          | 3+3             | 0               | ACL                | 2                  | 1                  | -           | -           | -           | 24     | 5      |
| Totale Kawasaki Frontale | Totale Kawasaki Frontale | Totale Kawasaki Frontale | 365        | 139        |                 | 74              | 22              |                    | 35                 | 15                 |             | 4           | 2           | 478    | 178    |
| Totale carriera          | Totale carriera          | Totale carriera          | 370        | 139        |                 | 74              | 22              |                    | 35                 | 15                 |             | 4           | 2           | 483    | 178    |

### Cronologia presenze e reti in nazionale
| Cronologia completa delle presenze e delle reti in nazionale ― Giappone | Cronologia completa delle presenze e delle reti in nazionale ― Giappone | Cronologia completa delle presenze e delle reti in nazionale ― Giappone | Cronologia completa delle presenze e delle reti in nazionale ― Giappone | Cronologia completa delle presenze e delle reti in nazionale ― Giappone | Cronologia completa delle presenze e delle reti in nazionale ― Giappone | Cronologia completa delle presenze e delle reti in nazionale ― Giappone | Cronologia completa delle presenze e delle reti in nazionale ― Giappone |
| Data                                                                    | Città                                                                   | In casa                                                                 | Risultato                                                               | Ospiti                                                                  | Competizione                                                            | Reti                                                                    | Note                                                                    |
| ----------------------------------------------------------------------- | ----------------------------------------------------------------------- | ----------------------------------------------------------------------- | ----------------------------------------------------------------------- | ----------------------------------------------------------------------- | ----------------------------------------------------------------------- | ----------------------------------------------------------------------- | ----------------------------------------------------------------------- |
| 10-10-2014                                                              | Niigata                                                                 | Giappone                                                                | 1 – 0                                                                   | Giamaica                                                                | Amichevole                                                              | -                                                                       | 59’                                                                     |
| 14-10-2014                                                              | Singapore                                                               | Brasile                                                                 | 4 – 0                                                                   | Giappone                                                                | Amichevole                                                              | -                                                                       | 52’                                                                     |
| 24-3-2016                                                               | Saitama                                                                 | Giappone                                                                | 5 – 0                                                                   | Afghanistan                                                             | Qual. Mondiali 2018                                                     | -                                                                       | 80’                                                                     |
| 3-6-2016                                                                | Toyota                                                                  | Giappone                                                                | 7 – 2                                                                   | Bulgaria                                                                | Amichevole                                                              | -                                                                       | 59’                                                                     |
| 7-6-2016                                                                | Suita                                                                   | Giappone                                                                | 1 – 2                                                                   | Bosnia ed Erzegovina                                                    | Amichevole                                                              | -                                                                       | 88’                                                                     |
| 6-9-2016                                                                | Bangkok                                                                 | Thailandia                                                              | 0 – 2                                                                   | Giappone                                                                | Qual. Mondiali 2018                                                     | -                                                                       | 86’                                                                     |
| 6-10-2016                                                               | Saitama                                                                 | Giappone                                                                | 2 – 1                                                                   | Iraq                                                                    | Qual. Mondiali 2018                                                     | -                                                                       | 81’                                                                     |
| 11-10-2016                                                              | Melbourne                                                               | Australia                                                               | 1 – 1                                                                   | Giappone                                                                | Qual. Mondiali 2018                                                     | -                                                                       | 81’                                                                     |
| 9-12-2017                                                               | Chōfu                                                                   | Giappone                                                                | 1 – 0                                                                   | Corea del Nord                                                          | Coppa dell'Asia orientale 2017                                          | -                                                                       |                                                                         |
| 12-12-2017                                                              | Chōfu                                                                   | Giappone                                                                | 2 – 1                                                                   | Cina                                                                    | Coppa dell'Asia orientale 2017                                          | 1                                                                       |                                                                         |
| 16-12-2017                                                              | Chōfu                                                                   | Giappone                                                                | 1 – 4                                                                   | Corea del Sud                                                           | Coppa dell'Asia orientale 2017                                          | 1                                                                       | 1 autogol                                                               |
| 23-3-2018                                                               | Liegi                                                                   | Giappone                                                                | 1 – 1                                                                   | Mali                                                                    | Amichevole                                                              | -                                                                       | 65’                                                                     |
| 27-3-2018                                                               | Liegi                                                                   | Giappone                                                                | 1 – 2                                                                   | Ucraina                                                                 | Amichevole                                                              | -                                                                       | 56’                                                                     |
| 11-9-2018                                                               | Ōsaka                                                                   | Giappone                                                                | 3 – 0                                                                   | Costa Rica                                                              | Amichevole                                                              | -                                                                       | 68’                                                                     |
| Totale                                                                  |                                                                         | Presenze                                                                | 14                                                                      |                                                                         | Reti                                                                    | 2                                                                       |                                                                         |

## Palmarès

### Club
- Campionato giapponese: 4

Kawasaki Frontale: 2017, 2018, 2020, 2021
- Supercoppa del Giappone: 3

Kawasaki Frontale: 2019, 2021, 2024
- Coppa J. League: 1

Kawasaki Frontale: 2019
- Coppa dell'Imperatore: 2

Kawasaki Frontale: 2020, 2023

### Individuale
- Squadra del campionato giapponese: 2

2016, 2017
- Capocannoniere del campionato giapponese: 1

2017 (23 gol)
- Miglior giocatore del campionato giapponese: 1

2017
- Capocannoniere della coppa J. League: 1

2020 (4 gol)